# Cyclostremiscus beauii
Cyclostremiscus beauii är en snäckart som först beskrevs av P. Fischer 1857.  Cyclostremiscus beauii ingår i släktet Cyclostremiscus och familjen Vitrinellidae. Inga underarter finns listade i Catalogue of Life.